# Spoorlijn Olten - Lausanne
De spoorlijn Olten - Lausanne ook wel Mittellandlinie genoemd is een Zwitserse spoorlijn van de stad Olten (station Olten) over Langenthal, Burgdorf, Bern en Fribourg naar Lausanne (station Lausanne) loopt.
Verder loopt eveneens van de stad Olten de Jurafusslinie langs het Juragebergte over Grenchen - Solothurn - Biel/Bienne - Neuchâtel - Yverdon-les-Bains naar Morges en verder naar Genève. Een zijlijn loopt van Yverdon-les-Bains naar Lausanne.

## Geschiedenis
Het oudste door de Schweizerischen Centralbahn (SCB) gebouwde trajectdeel van de Mittellandlinie tussen Olten en Aarburg-Oftringen van de lijn Aarau - Olten-Aarburg - Emmenbrücke werd op 9 juni 1856 geopend.
Op 16 maart 1857 werd door de SCB het trajectdeel Aarburg-Oftringen naar Herzogenbuchsee geopend. Van hieruit werd in juni 1857 de verbinding van Herzogenbuchsee naar Solothurn aan de Jurasüdfuss geopend. Op 16 juni 1857 werd het trajectdeel Herzogenbuchsee over Burgdorf en Zollikofen tot voor de poort van de Stadt Bern in Wylerfeld geopend. Eindelijk was op 15 november 1858 de Aarebrücke (Rote Brücke) gereed voor gebruik. Omdat het station nog niet gereed was waren er provisorische voorzieningen aangebracht. Dit traject en de spoorbrug werden in 1941 omgebouwd tot de tegenwoordige brug voor het wegverkeer over de Aare.
Op 1 mei 1860 werd het definitieve hoofdstation Bern (toen kopstation) geopend.
Op 2 juli 1860 kwam de lijn van Bern tot het noorden van de in bouw bevindende 352 meter lange Viaduct van Grandfey over de Saane in Räsch bij Fribourg in gebruik. Het trajectdeel Bern-Thörishaus werd door de Schweizerische Centralbahn (SCB) aangelegd en het trajectdeel Thörishaus-Düdingen werd door de Chemin de fer Lausanne-Fribourg-Berne (LFB) aangelegd. Het duurde verder nog twee jaar voordat het trajectdeel vanaf Lausanne over Fribourg en het Viaduct van Grandfey gereed kwamen.
Op 4 september 1862 werd het tweede lange afstand traject tussen Olten en Lausanne geopend.

## Aansluitingen
In de volgende plaatsen is of was er een aansluiting van de volgende spoorlijnen:

### Olten
- Jurafusslinie, spoorlijn tussen Olten en Lausanne / Genève
- Hauensteinlinie, spoorlijn tussen Olten en Bazel
- Olten - Aarau, spoorlijn tussen Olten en Aarau
- Olten - Luzern, spoorlijn tussen Olten en Luzern

### Bern
- Bern - Biel/Bienne, spoorlijn tussen Bern en Biel/Bienne
- Bern - Neuchâtel, spoorlijn tussen Bern en Neuchâtel
- Bern - Thun, spoorlijn tussen Bern en Thun
- Thun - Bern, spoorlijn tussen Thun en Bern (via Belp)
- Bern - Schwarzenburg, spoorlijn tussen Bern en Schwarzenburg
- Bern - Luzern, spoorlijn tussen Bern en Luzern
- Solothurn - Bern, spoorlijn tussen Solothurn en Bern
- Zollikofen - Bern, spoorlijn tussen Zollikofen - Bern
- Worb - Bern, spoorlijn tussen Worb - Bern

## Elektrische tractie
Het traject werd geëlektrificeerd met een spanning van 15.000 volt 16 2/3 Hz wisselstroom.

## Afbeeldingen

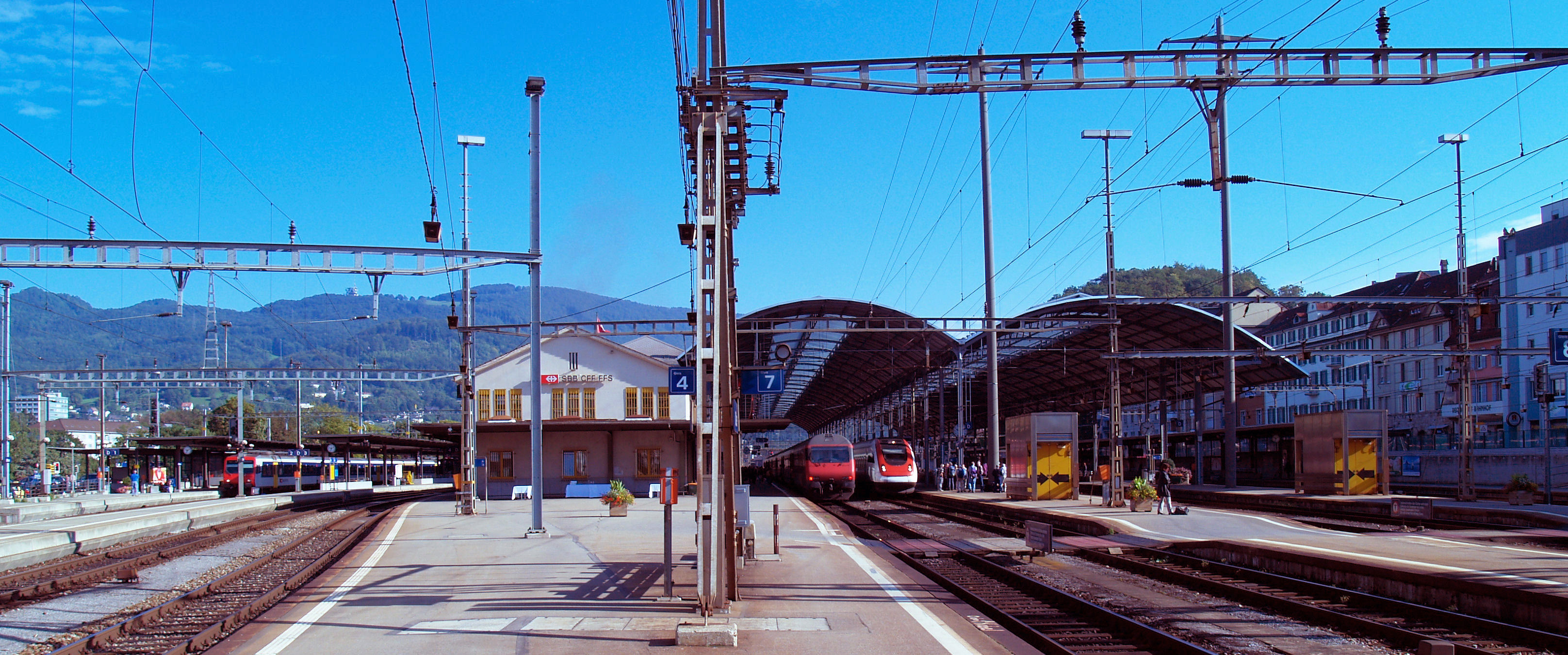
Station Olten
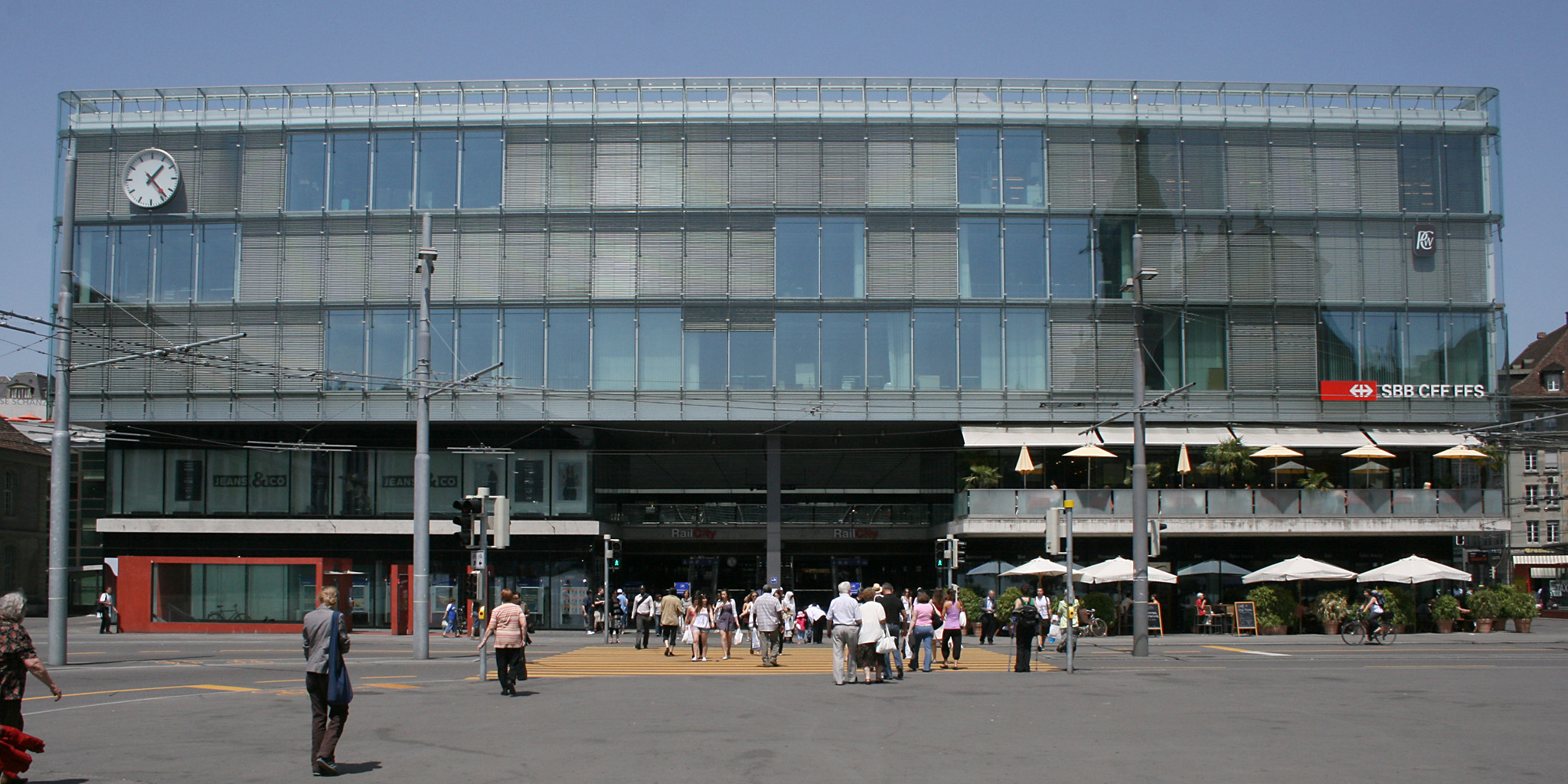
Bern Hauptbahnhof
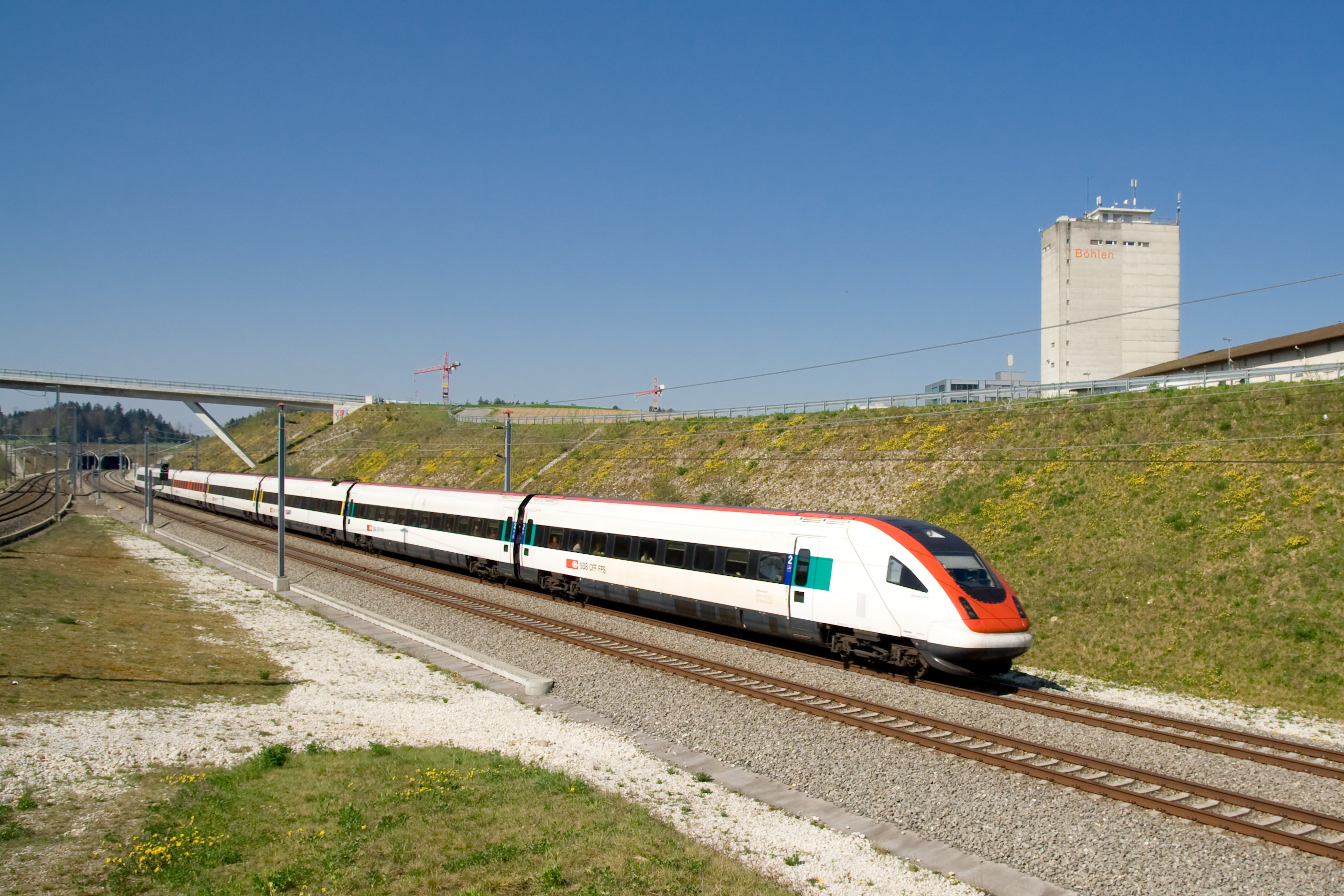
SBB RABDe 500
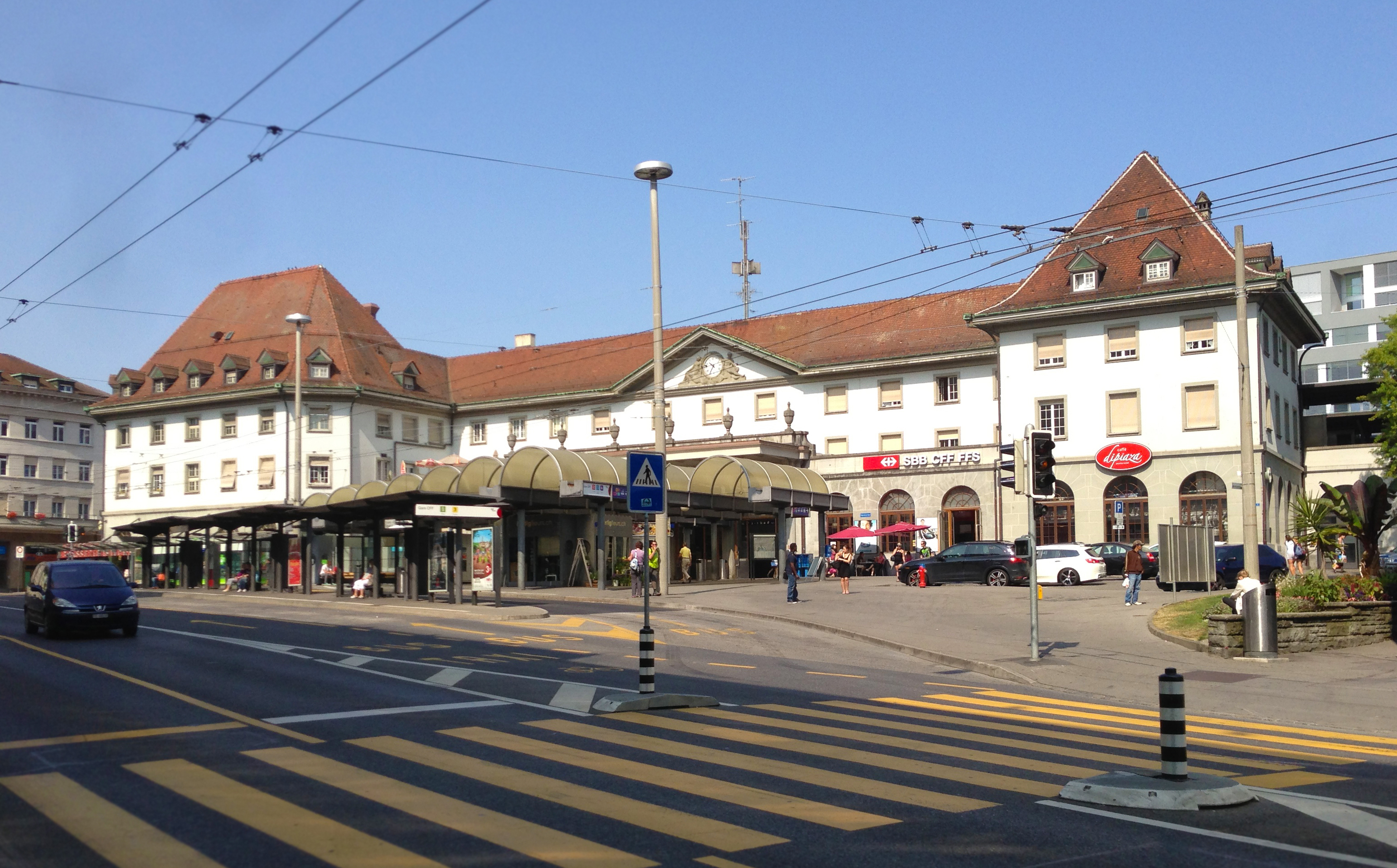
Station Fribourg/Freiburg
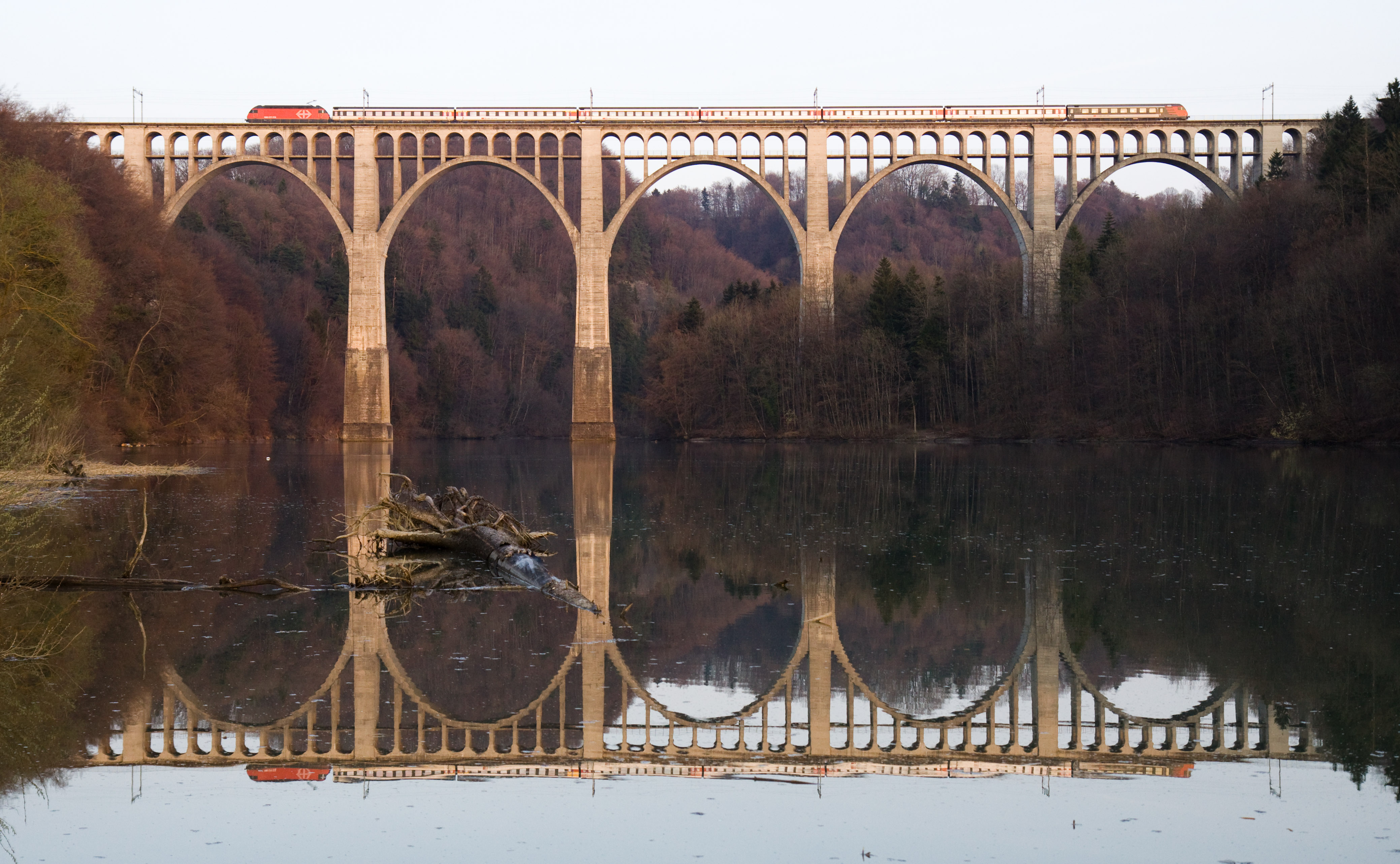
Viaduct van Grandfey
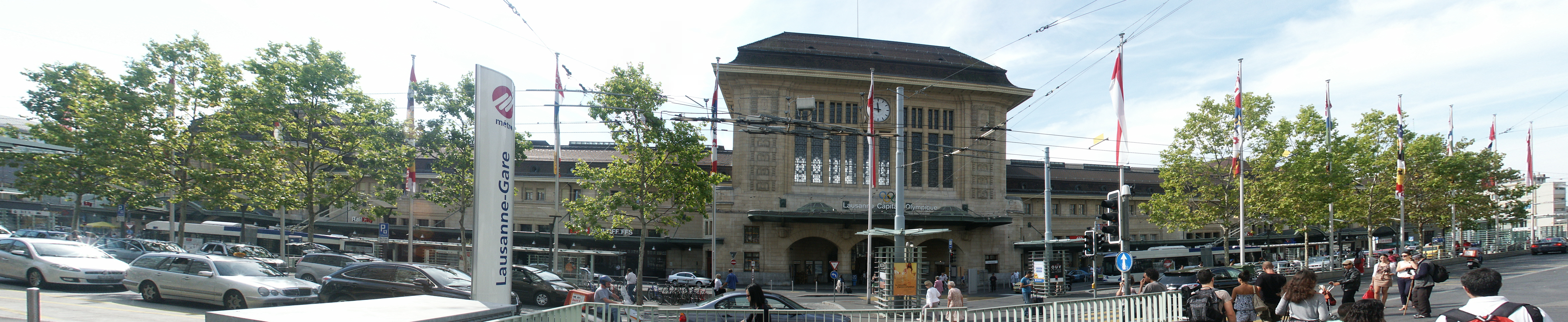
Station Lausanne
Station Lausanne, stationshal
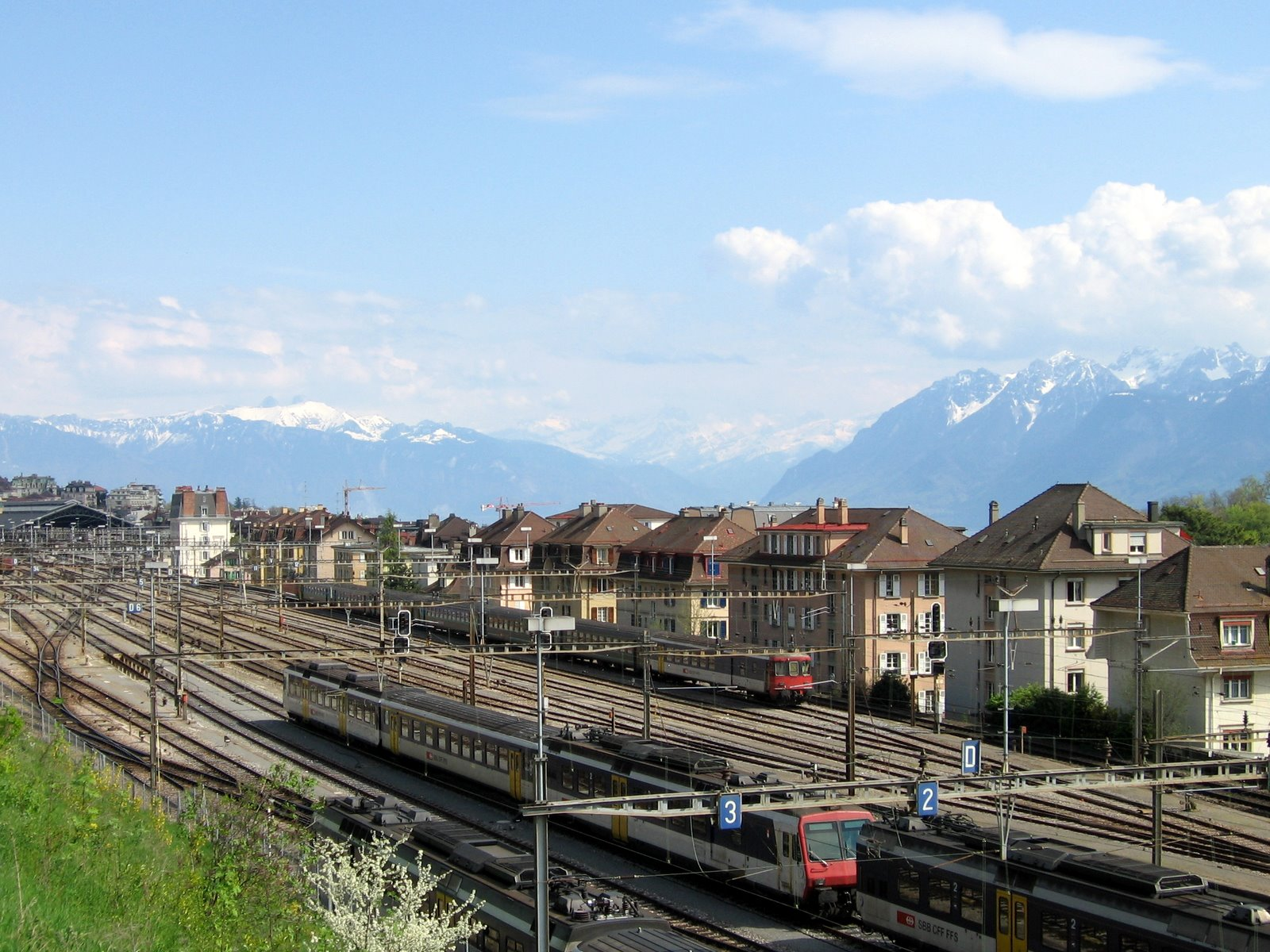
Emplacement station Lausanne met gezicht op de Alpen